# جنوب الحدود غرب الشمس (رواية)
جنوب الحدود غرب الشمس هي رواية للكاتب الياباني هاروكي موراكامي.

## القصة
نشأ في ضواحي اليابان بعد الحرب، بدا لهاجيمي أن الجميع باستثناءه كان لديه إخوة وأخوات. وكان رفيقه الوحيد شيماموتو، وهي أيضاً الطفل الوحيد. قضوا معًا فترة طويلة بعد الظهر في الاستماع إلى مجموعة تسجيلات والدها. ولكن عندما ابتعدت عائلته، فقد الاثنان. الآن هاجيمي في الثلاثينات من عمره. بعد عشر سنوات من الانجراف، وجد سعادة مع زوجته المحببة وابنتيه، ونجح في تشغيل حانة موسيقى الجاز. ثم يعود شيماموتو إلى الظهور. إنها جميلة، مثقفة، يلفها الغموض. هاجيمي هو المنجنيق في الماضي، مما يعرض للخطر كل ما لديه في الوقت الحاضر.

## نبذة عن الكاتب
مواليد 12 يناير 1949, هو كاتب ياباني من مدينة كيوتو. لاقت أعماله نجاح باهرًا حيث تصدرت قوائم أفضل الكتب مبيعًا سواء على الصعيد المحلي أو العالمي وترجمت إلى أكثر من 50 لغة. حصل موراكامي أيضًا على عدة جوائز أدبية عالمية منها جائزة عالم الفنتازيا (2006) وجائزة فرانك أوكونور العالمية للقصة القصيرة (2006) وجائزة فرانز كافكا (2006) وجائزة جائزة القدس (2009).
من أبرز أعماله رواية مطاردة الخراف الجامحة (1982) والغابة النروجية (1987) وكافكا على الشاطئ (2002) وإيتشي كيو هاتشي يون (2009 - 2010). يَظهر تأثر موراكامي بالكُتاب الغربيين، مثل رايموند تشاندلر وكورت فونيجت، واضحًا بشكل جَلي، الأمر الذي دفع بعض المؤسسات الأدبية اليابانية لانتقاد بعض أعماله لبُعدها على المنهج الأدبي الياباني. غالبًا ما تتسم أعمال موراكامي بالسريالية والسوداوية والقَدَرية، كما تتناول معظم رواياته موضوع الانسلاخ الاجتماعي والوحدة والأحلام. يُعد موراكامي من أهم رموز أدب ما بعد الحداثة. كما وصفته مجلة الغارديان بأنه «أحد أعظم الروائيين في يومنا هذا» بسبب أعماله وإنجازاته.

## وصلات خارجية
- آراء القراء حول رواية جنوب الحدود غرب الشمس  على موقع جود ريدز